# Linggoasri
Linggoasri is een bestuurslaag in het regentschap Pekalongan van de provincie Midden-Java, Indonesië. Linggoasri telt 1680 inwoners (volkstelling 2010).